# لوسيانو فييتو
لوسيانو داريو فييتو (تلفظ بالإسبانية: /luˈsjano ðaˈɾi.o ˈβjeto/؛ مواليد 5 ديسمبر 1993) هو لاعب كرة قدم أرجنتيني يلعب كمهاجم أو جناح.

## المسيرة الاحترافية

### أتلتيكو مدريد
يوم 22 يونيو 2015، أكد فياريال انتقال فييتو إلى أتلتيكو مدريد مقابل مبلغ قُدر بـ20 مليون يورو. سجل فييتو أول هدف له مع الروخي بلانكوس يوم الرابع من أكتوبر 2015 في مباراة من الدوري الإسباني ضد ريال مدريد انتهت بنتيجة 1–1.

### إشبيلية
يوم 30 يوليو 2016، وصل أتلتيكو مدريد وإشبيلية إلى اتفاق حول انتقال فييتو على سبيل الإعارة مع إمكانية البيع. يوم 20 أغسطس، سجل فييتو أول أهدافه مع إشبيلية في أولى مباريات النادي الأندلسي في الدوري ضد إسبانيول، المباراة التي انتهت بفوز صعب بنتيجة 6–4 كان نصيب فييتو منها هدفين.

### السعودية
إحترف في السعودية في نادي الهلال ونادي الشباب ونادي القادسية.

## الحياة الشخصية
لوسيانو هو أخ لاعب كرة القدم فيديريكو فييتو الذي يلعب في نادي راسينغ.

## الإنجازات
أتلتيكو مدريد
- دوري أبطال أوروبا (الوصيف): 2015–16

سبورتينغ لشبونة
- الدوري البرتغالي الممتاز: 2020–21

الهلال
- دوري المحترفين السعودي: 2020–21
- كأس خادم الحرمين الشريفين: 2019–20، 2022–23
- كأس السوبر السعودي: 2021
- كأس العالم للأندية (الوصيف): 2022[7]

فردي
- لاعب الشهر في الدوري الإسباني: ديسمبر 2018[8]
- أفضل صانع في الدوري الأوروبي: 2014–15
- الكرة البرونزية في كأس العالم للأندية: 2022[9]

## روابط خارجية
- لوسيانو فييتو على موقع الاتحاد الأوربي (الإنجليزية)
- لوسيانو فييتو على موقع إي إس بي إن إف سي (الإنجليزية)
- لوسيانو فييتو على موقع قاعدة بيانات كرة القدم.إي يو (الإنجليزية)
- لوسيانو فييتو على موقع Soccerbase.com (لاعب) (الإنجليزية)
- لوسيانو فييتو على موقع Soccerway.com (الإنجليزية)
- لوسيانو فييتو على موقع عالم كرة القدم.نت (الإنجليزية)
- لوسيانو فييتو على موقع AS.com (الإسبانية)